# Kanton Saint-Martin-de-Ré
Kanton Saint-Martin-de-Ré (fr. Canton de Saint-Martin-de-Ré) je francouzský kanton v departementu Charente-Maritime v regionu Poitou-Charentes. Skládá se z pěti obcí.

## Obce kantonu
- Le Bois-Plage-en-Ré
- La Flotte
- Rivedoux-Plage
- Sainte-Marie-de-Ré
- Saint-Martin-de-Ré